# 室伏广治

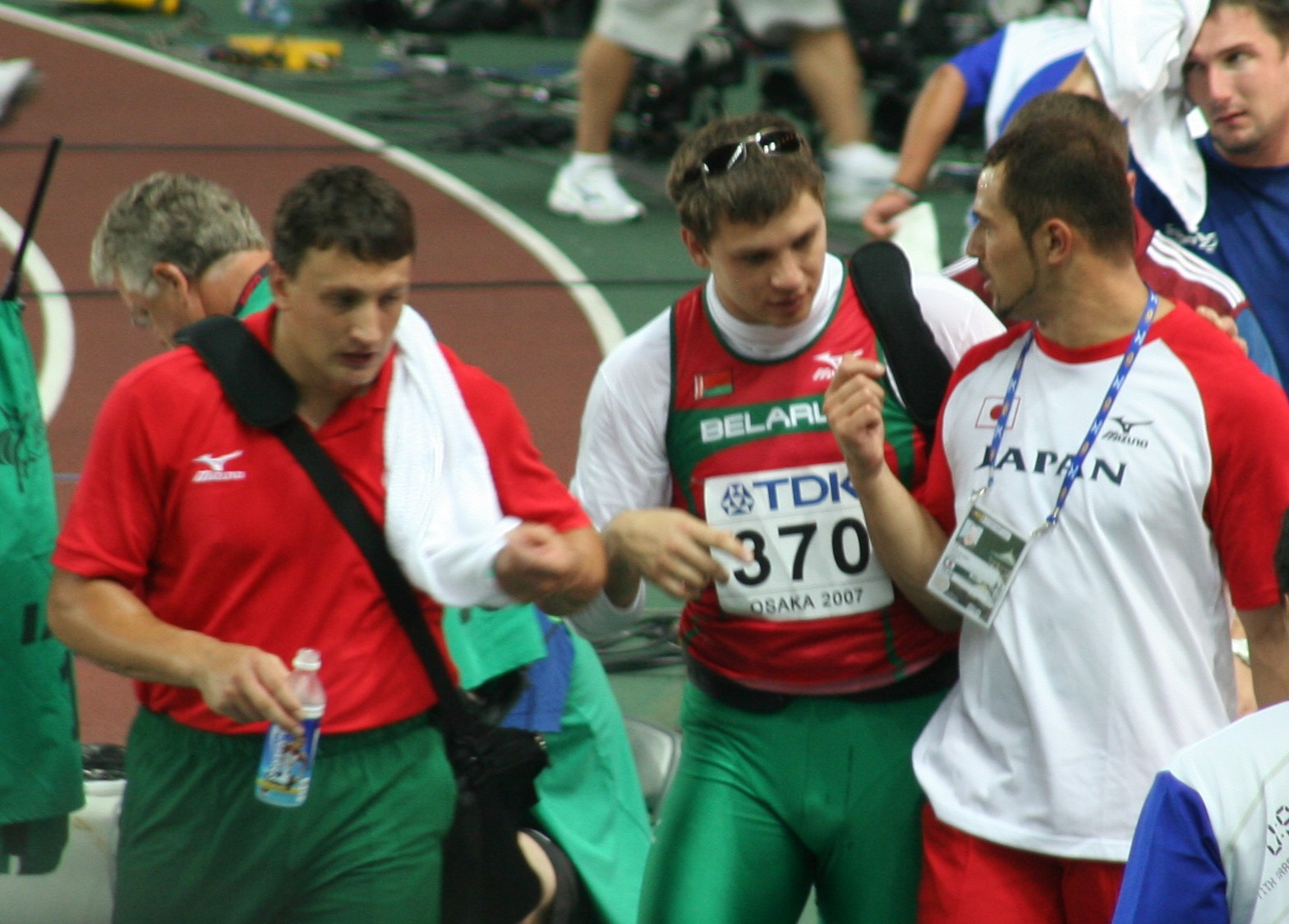
2007年世界田徑錦標賽

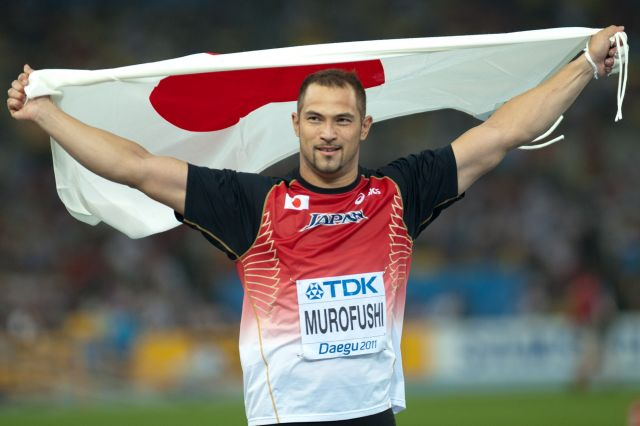
2011年世界田徑錦標賽鏈球決賽後

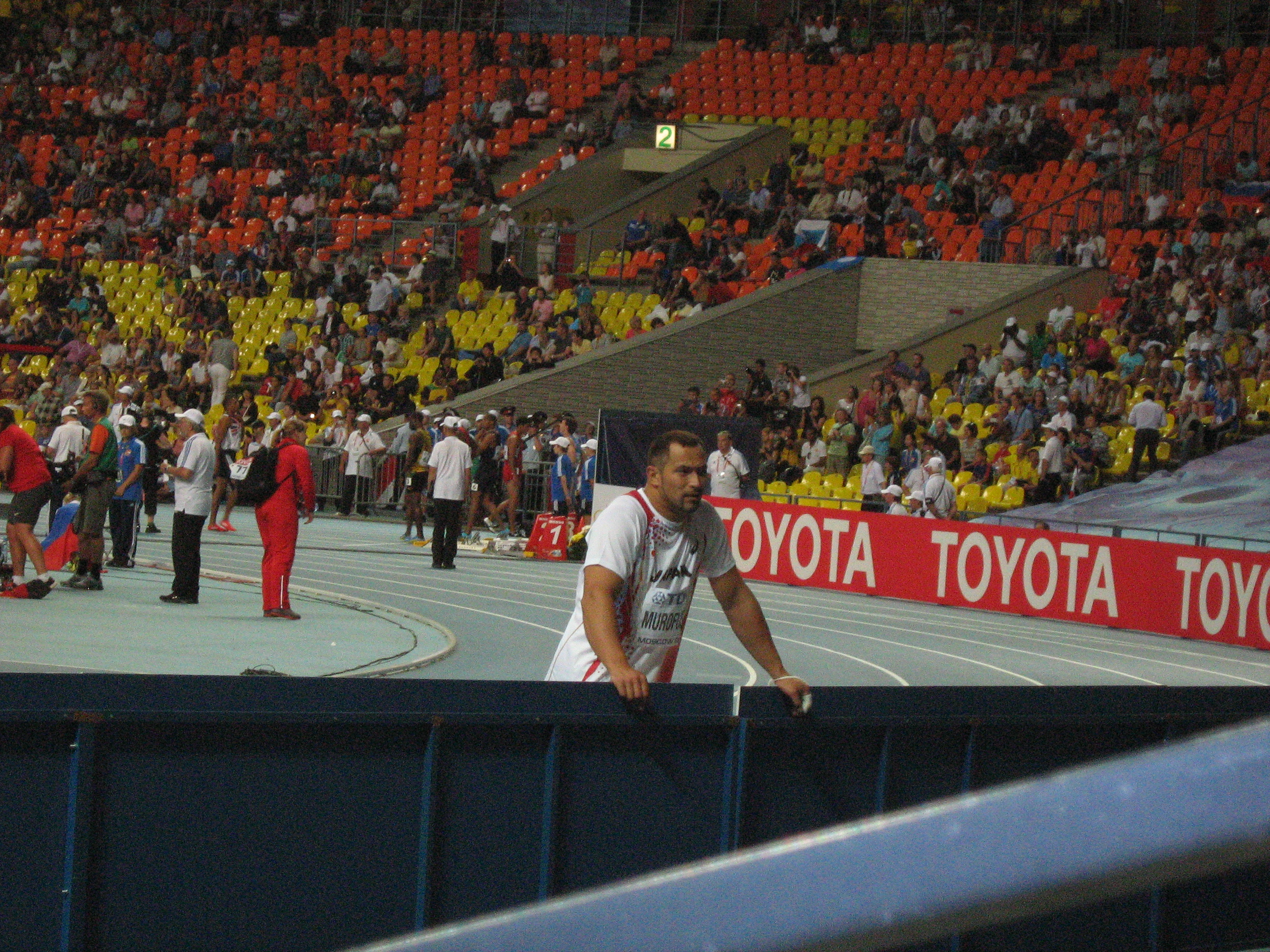
2013年世界田徑錦標賽鏈球決賽

室伏·亞歷山大·广治（日語：室伏 アレクサンダー 広治，1974年10月8日—），出生于静冈县沼津市，日本链球运动员，曾获两届亚运会冠军，为2004年雅典奥运会金牌得主，是世界链球运动最出色的运动员之一。目前為美津濃田徑部所屬選手，同時擁有中京大學體育學博士學位。

## 亚洲霸主
作为日欧混血的室伏广治拥有着一副欧洲人的长相和身材，身高183公分，体重89公斤。能够说一口流利的英语、日语，是亚洲屈指可数在世界田径成绩表上排名第一的人，他的成绩与其他的亚洲链球选手之间，有着十米左右的惊人差距。
1993年刚滿19岁的他便已经成为日本最具实力的链球选手。从1995年起，室伏广治包揽了历届日本田径锦标赛链球项目的金牌。1998年4月26日在全国田径赛中，室伏广治一举掷出了76.65米，大大超出其父亲创造并保持了14年之久的日本全国纪录。
可惜的是由于伤病原因室伏广治退出了多哈亚运会，他的亚运三冠王也未能实现。

## 世界舞台
2000年5月13日，室伏广治在同一天的比赛中接连两次刷新了自己的纪录，其中第二次抛出了80.23米的成绩，成为日本男子链球抛出80米大关的第一人。后来在9月份的横滨超级赛中他还将这一纪录提高到了81.08米。之后室伏广治代表日本出战了悉尼奥运会，但进入决赛后他的发挥却并不十分理想，最后仅拿得第九名。
2002年取得了亚洲锦标赛和亚运会的冠军。随后又在2003年的世界田径锦标赛中取得铜牌，那一年室伏广治掷出了近10年来世界链球的最好成绩，同时也是世界第5好成绩的84.86米。2004年雅典奥运会在匈牙利名将阿德里安·安努斯因拒绝参加药检及篡改尿样被剥夺金牌后，室伏广治顺理成章的成为了奥运冠军。
2006年世界田徑錦標賽投出82.01米獲得金牌。2008年北京奧運的男子鏈球決賽中，投出80.71米，最後排名第五。但其後在國際奧委會的藥檢中發現獲得銀牌及銅牌的白俄羅斯選手對興奮劑呈陽性反應，結果國際奧委會在12月11日宣佈兩人正式被取消資格並禠奪其獎牌，令原本只得第五的室伏廣治獲補發銅牌，但2010年兩名白俄羅斯選手上訴成功，維持原判。
2012年，室伏廣治代表日本競選國際奧會運動委員會委員。8月11日，國際奧會宣布，室伏廣治與台灣代表朱木炎因違反競選規定，在選舉禁區拿著iPad競選，被判定失去競選資格。9月3日，日本奧會與室伏廣治，決定向國際體育仲裁法庭提告。

## 體能表現
室伏廣治各方面體能皆相當優異，小学時就能立定跳190公分，據稱後來曾有接近360公分之紀錄，而三級跳遠的成績超過18公尺。他在體能顛峰的2001－2003年期間，抓舉成績可以到195公斤，並在第一次試CoC3握力器時就能將其完全合上（所需握力為127公斤）。

## 运动世家
室伏广治来自一个链球世家，他的父亲室伏重信也参加过奥运链球比赛，曾12次称雄日本全国运动会(室伏廣治則青出於藍地達成20連霸)，称雄五届亚运会的链球项目并保持了日本全国纪录长达10年之久；他的妹妹室伏由佳也是链球职业运动员同时也是铁饼日本全国纪录的创造者；母亲Serafina Moritz是罗马尼亚匈牙利人，曾经是标枪运动员。

## 主要荣誉
- 2004年雅典奥运会 金牌
- 2008年北京奧運會 銅牌
- 1998年曼谷亚运会 金牌
- 2002年釜山亚运会 金牌
- 2001年埃德蒙顿世界田径锦标赛  银牌
- 2003年巴黎世界田径锦标赛 铜牌
- 2002年科伦坡亚洲田径锦标赛 金牌
- 2006年雅典世界盃田徑賽 金牌

## 外部連結
- 室伏广治在国际奥林匹克委员会的资料
- 室伏广治在的頁面
- 室伏广治的X（前Twitter）
- 亚运会明星档案（页面存档备份，存于）